# Rita McBride
Rita McBride (Des Moines, Iowa, 1960) és una artista estatunidenca. Viu i treballa entre Nova York, Roma i Düsseldorf, on fa de professora a la Kunstakademie. Està casada amb el també pintor Glen Rubsamen. Ha fet exposicions a diverses institucions d'Àustria, Alemanya, França, els Països Baixos, Suïssa i els Estats Units. L'obra de Rita McBride inclou tant escultures arquitectòniques com projectes de llibres poc convencionals. El disseny industrial, l'arquitectura de la modernitat i l'escultura minimalista són tres dels referents bàsics de l'artista.
McBride fa servir materials tan diversos com la ràfia, el cristall de Murano, el marbre de Carrara, el bronze o la tela, en un esforç per il·lustrar les contradiccions entre la producció en massa i la manufactura, i entre la cultura d'elit i la popular. Entre la seva producció, s'inclouen escultures de gran format que impliquen una crítica als usos socials de l'espai públic. L'artista sovint acompanya les seves arquitectures escultòriques amb performances. McBride també du a terme una activitat editorial destacada i s'implica en la producció dels catàlegs de les exposicions, els quals, lluny de limitar-se a il·lustrar les obres, adquireixen una vida artística pròpia.
La seva obra es troba en col·leccions com les del Museum of Contemporary Art de Los Angeles, la New York Public Library i el Queens Museum of Art, el San Diego Museum of Contemporary Art, el Witte de With de Rotterdam i el MACBA, entre d'altres.

## Obra
Va estudiar al Bard College, Annandale-on-Hudson, de Nova York i el 1987 es va especialitzar en Belles Arts al California Institute of the Arts. A finals dels anys 90 va ingressar com a professora convidada a la Kunstakademie de Múnic, fins que el 2003 la van nomenar professora d'escultura a la Kunstakademie de Düsseldorf.
Des de les seves primeres obres, a mitjans dels anys vuitanta, McBride rescata elements poc visibles i aparentment accessoris del paisatge urbà contemporani i els recontextualitza alterant-ne les dimensions, els materials i les relacions que mantenen amb l'espai que els envolta. Reinterpreta aparcaments, graderies, canonades, sistemes de ventilació, torres d'aigua i tendals, i els converteix en metàfores.
Les seves obres analitzen la mateixa pràctica escultòrica, fent referència a estructures sociològiques o culturals en relació amb l'arquitectura, el disseny i l'escultura, analitzant les possibilitats contextuals de la intervenció urbana i explorant els límits entre l'arquitectura, l'escultura i la instal·lacions, convidant a l'espectador reflexionar sobre el significat mateix dels espais i els materials.
Per a dur a terme les seves construccions fa servir materials com la ràfia, el cristall de Murano, el marbre de Carrara, el bronze o la tela, intentant relacionar el món de la producció massiva i la manufactura, l'alta i la baixa cultura. Hi ha obra pública seva a Salford (Anglaterra), Essen i Múnic. A Catalunya es conserva obra seva als fons de la col·lecció del MACBA. En les escultures i les instal·lacions de Rita McBride es reconeixen objectes quotidians: màquines, mobles, canonades, etc. El disseny també convida a reflexionar sobre la naturalesa de l'objecte en la producció escultòrica posterior als vuitanta i la superació dels codis minimalistes.
L'estandardització que sorgeix de la producció massiva, el valor de l'espai i el significat dels materials són alguns dels aspectes que qüestiona l'artista. Aquesta anàlisi de l'espai i del perquè de les coses no es pot entendre sense al·ludir a l'arquitectura moderna, al disseny industrial i a l'escultura minimalista. D'aquesta manera, l'artista utilitza com a plantilla una part de la Villa Savoye de Le Corbusier (una icona del modernisme arquitectònic).
La relació entre escultura i arquitectura és un dels elements clau per desxifrar l'abast real de l'obra de McBride. Els límits entre totes dues es difuminen, i les intervencions en l'espai públic de l'artista constitueixen algunes de les obres més importants dels últims temps. En aquest sentit, cal destacar projectes com Mae West (Múnic, 2010-2011), en què l'estructura dissenyada per l'artista americana s'integra de forma espectacular en l'espai públic. Així es creen formes que redefineixen els espais i aporten nous significats.

### Obres destacades
- 1997: Arena. Tridimensional, 1997[5]
- 2002: Salford Arena: graderia de contraxapat coberta de Twaron i resina epoxi
- 2010: Carbon Obelisk al Emscherkunst 2010
- 2008: Jiffy Map Collage/ dibuix/ material gràfic,:[6] Modificacions de l'escala d'una plantilla d'un mapa escolar[7]
- 2011: Mae West a Múnic

## Premis i reconeixements
- 1989 - Residència a la XS Gallery de Carson City, Nevada.
- 1991 - Beca Roma en Arts Visuals a l'Acadèmia Americana de Roma.
- 1995 - Artista resident a la Fundació Pilar i Joan Miró de Palma.
- 1999: DAAD-Stipendium a Berlin.[8]
- 2002 - Beca de la Fundació John Simon Guggenheim Memorial.[9]

## Exposicions rellevants
- 2012 - Rita McBride. Oferta pública / Public Tender. MACBA: En el context d‘aquesta exposició comissariada per Bartomeu Marí i Ribas, el museu esdevé un objecte més del procés escultòric. Mitjançant una intervenció específica, McBride ha desposseït el MACBA dels elements afegits que, amb el temps, havien modificat l‘arquitectura de Richard Meier.

## Galeria

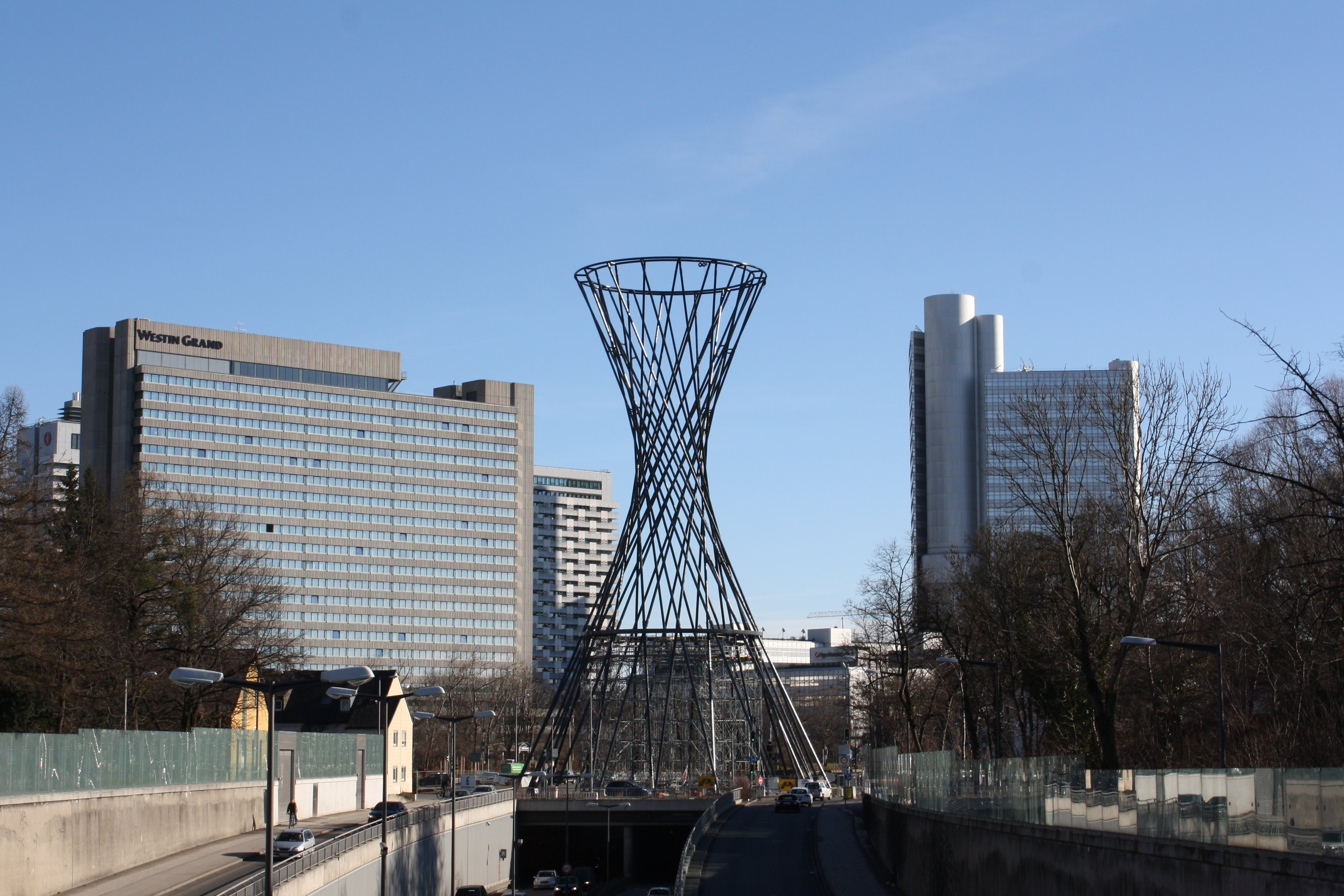
Mae West
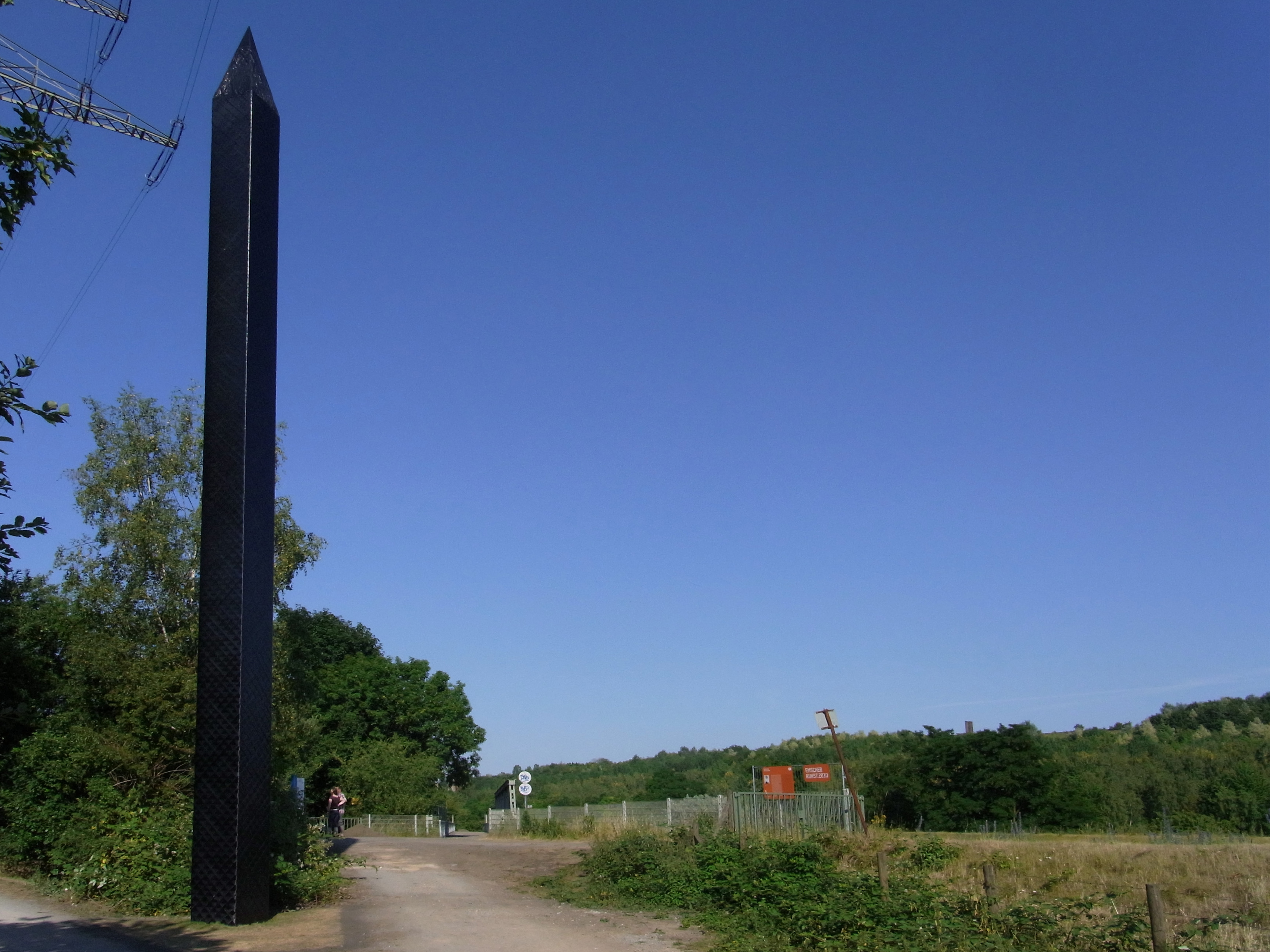
Obelisc de Carbó
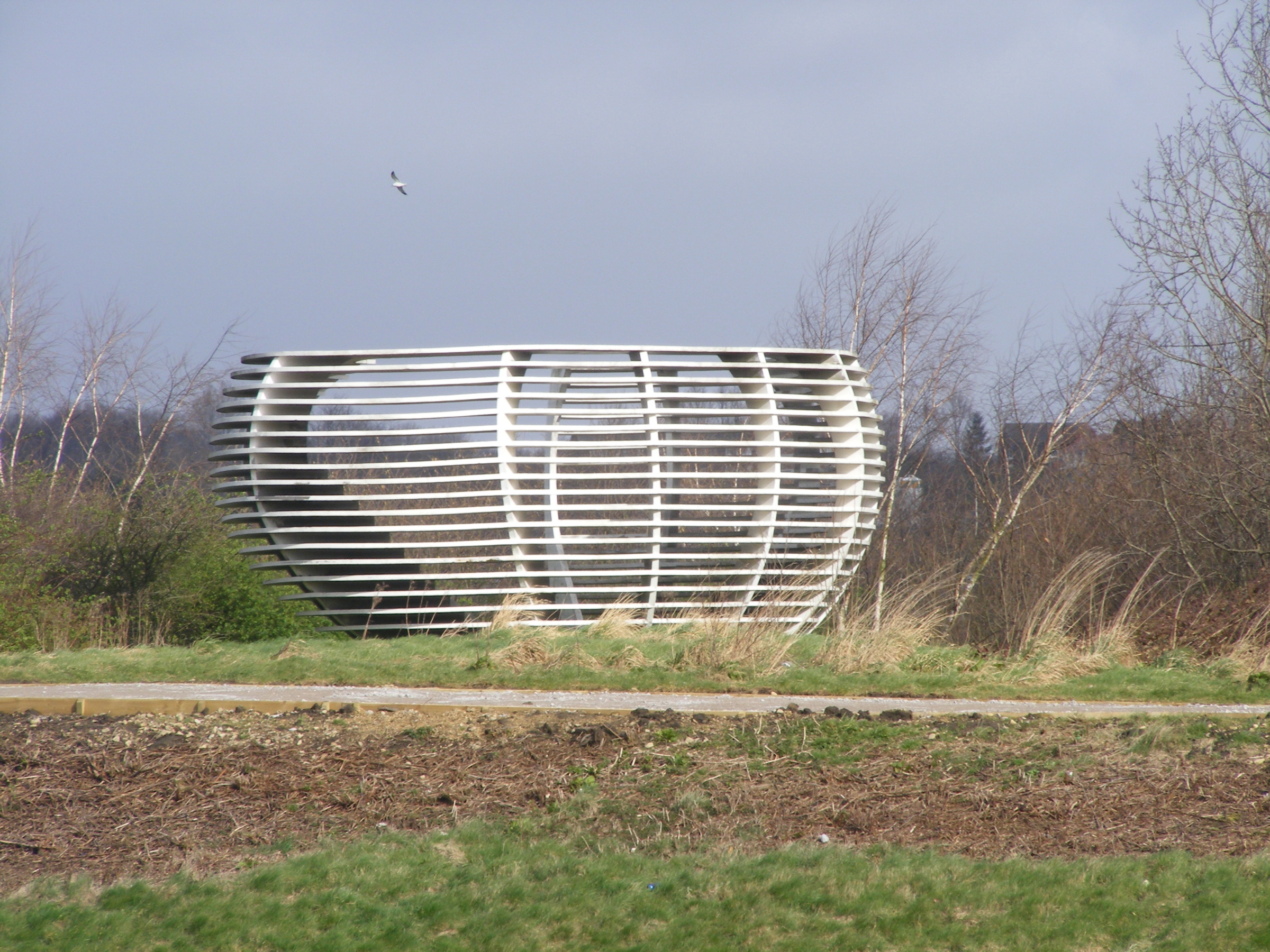
Arena